# شركة البنية التحتية للاتصالات

شركة البنية التحتية للاتصالات (TIC) هي المزود الوحيد للاتصالات السلكية واللاسلكية البنية التحتية لجميع خاصة وعامة المشغلين في إيران. و هي أيضًا الطرف الوحيد لجميع البوابات الدولية وقدرة IP وخدمات الاتصال في الدولة. 

## روابط خارجية
- الموقع الرسمي